# Évarné
Dans la mythologie grecque, Évarné ou Euarné (en grec ancien Εὐάρνη / Euárnê) est une Néréide, fille de Nérée et de Doris, citée par Hésiode dans sa liste de Néréides. 

## Description
Peu de détails sont donnés sur Évarné. Hésiode la décrit cependant comme Evarné douée d’un aimable caractère et d’une beauté accomplie, dévoilant ainsi tant une apparence qu'une personnalité agréable.

## Famille
Ses parents sont le dieu marin primitif Nérée, surnommé le vieillard de la mer, et l'océanide Doris. Elle est l'une de leur multiples filles, les Néréides, généralement au nombre de cinquante, et a un unique frère, Néritès. Pontos (le Flot) et Gaïa (la Terre) sont ses grands-parents paternels, Océan et Téthys ses grands-parents maternels.